# لورا بارتليت
لورا بارتليت (بالإنجليزية: Laura Bartlett)‏ (و. 1988  م) هي لاعبة هوكي الحقل بريطانية، ولدت في غلاسكو، شاركت في الألعاب الأولمبية الصيفية 2012، والألعاب الأولمبية الصيفية 2008.

## روابط خارجية
- لورا بارتليت على موقع الاتحاد الدولي للهوكي (الإنجليزية)
- لورا بارتليت على موقع اللجنة الأولمبية الدولية (الإنجليزية)
- لورا بارتليت على موقع أوليمبيديا (الإنجليزية)
- لورا بارتليت على موقع اللجنة الأولمبية البريطانية (الإنجليزية)